# آبشار لاوا ایسلند
آبشار لاوا ایسلند (به انگلیسی: Lava Island Falls) آبشاری است که در اورگن، ایالات متحده آمریکا واقع شده و ارتفاع کلی ریزشگاه آن ۱۵ فوت (۴٫۶ متر) است.